# Harue Satoová
Harue Satoová (japonsky 佐藤 春詠, * 1. ledna 1976 Isesaki) je bývalá japonská fotbalistka.

## Reprezentační kariéra
Za japonskou reprezentaci v letech 2000 až 2002 odehrála 17 reprezentačních utkání. Byla členkou japonské reprezentace i na Mistrovství Asie ve fotbale žen 2001.

## Statistiky
| Japonsko | Japonsko | Japonsko |
| Roky     | Záp.     | Góly     |
| -------- | -------- | -------- |
| 2000     | 4        | 1        |
| 2001     | 9        | 3        |
| 2002     | 4        | 0        |
| Celkem   | 17       | 4        |

## Úspěchy

### Reprezentační
- Mistrovství Asie:  2001